# Introduce Yourself
Introduce Yourself — це другий студійний альбом гурту Faith No More , випущений у 1987 році. Через обмежену доступність першого альбому We Care a Lot (поки він не був перевипущений на компакт-диску роками пізніше), багато хто, включаючи сам гурт, вважають справжнім дебютним альбомом Faith No More. Будучи дебютним альбомом на мейджор-лейблі, цей альбом має краще продюсування, ніж його попередник, що найбільше помітно у перезаписаній версії пісні «We Care a Lot», яка також містить оновлені, більш актуальні тексти. Це був останній альбом, на якому Чак Мослі виступив вокалістом гурту.

## Про альбом
Дебютний альбом Faith No More We Care a Lot був випущений у 1985 році незалежним лейблом Mordam Records . Наприкінці 1986 року Анна Стетман уклала контракт для Faith No More із лос-анджелесським лейблом Slash Records.  Лейбл нещодавно був проданий дочірній компанії Warner Music Group London Records , що забезпечило широке поширення, розповсюдження та маркетинг майбутнього альбому групи.
На пісні «We Care a Lot» і «Anne's Song» було знято музичне відео за участю учасників гурту. «Chinese Arithmetic» також був випущений як сингл.

### Пісні
Заголовна композиція спочатку називалася «The Cheerleader Song». Вона була написана під час першого загальнонаціонального туру Faith No More по Сполучених Штатах у 1986 році, коли вони їхали з Південної Дакоти до Портленда, штат Орегон , і проїжджали через Міссулу, штат Монтана . Клавішник Родді Боттум надихнувся на написання пісні, коли група пішла на зупинку вантажівки випити кави.  Він придумав текст на наступному етапі подорожі, сидячи на пасажирському сидінні Dodge гурту . 
Щодо пісні «Death March», співак Чак Мослі сказав у 1988 році: «Мій друг, який вживав багато наркотиків, просто вийшов в океан і потонув. Раніше я весь час був на пляжі і отримав відчуваючи, що він був настільки обдуреним, коли потонув, що навіть не усвідомлює, що він мертвий. Він там, усе ще плаває навколо. «Марш смерті» — це хтось розмовляє зі своїм мертвим коханцем, а душа залишається». 
На відміну від попереднього релізу гурту We Care a Lot , велика частина альбому звучала регулярно з заміною Мослі, Майком Паттоном . Однак відомо лише одне виконання «Faster Disco» з Паттоном на вокалі на концерті 1990 року в Кайзерслаутерні , Німеччина .  «Anne's Song» — одна з трьох пісень Мослі, які Паттон ніколи не співав наживо, а інші — «Arabian Disco» та «New Beginnings», обидві з We Care a Lot .

### Тури та реклама
Після виходу альбому Faith No More приєдналася до іншої фанк-метал групи Red Hot Chili Peppers у турі The Uplift Mofo Party Tour .  Faith No More відкрилася для Red Hot Chili Peppers протягом перших двох з половиною місяців туру по Північній Америці.  Гітарист Джим Мартін згадував: «Ми їхали в фургоні без вікон. Ми їхали аж на східне узбережжя на перше шоу. Флі запитав мене, чи любимо ми курити траву . Я сказав: «Так», а він сказав: «Ми будемо ладити просто чудово». Ми зробили щось на кшталт 52 побачень за 56 днів».Майбутній співак гурту Майк Паттон пізніше втягнувся в кілька суперечок і суперечок з Ентоні Кідісом , фронтменом Red Hot Chili Peppers. Для подальшого просування альбому Faith No More вирушили в свій перший тур по Великобританії в 1988 році.

## Історія випуску
Альбом був спочатку випущений у квітні 1987 року на вінілі та касеті. Обкладинка альбому для цього випуску – це чорнильні бризки по центру, з текстом до крайніх частин обкладинки. Стрічка має більший мазок чорнила, який більше схожий на зелену пляму. Другий реліз цього альбому відбувся 15 листопада 1996 року на лейблі Slash/Uni Records, і він також містив бризки чорнила по центру. Останній північноамериканський випуск цього альбому відбувся 17 жовтня 2000 року на лейблі Slash/Rhino Records; пізніше вони випустили This Is It: The Best of Faith No More у 2003 році. Ця версія має бризки чорнила з формулюванням трохи далі від країв зблизька.
| \| Region \| Label \| Catalogue # \| [11] \| \| --------- \| ---------------------- \| ----------- \| ---- \| \| USA \| Slash \| 9 25559-1 \| \| \| UK \| Slash, London \| SLAP 21 \| \| \| Germany \| Slash, London \| 828 051-1 \| \| \| France \| Slash, London, Barclay \| 828 051-1 \| \| \| Holland \| Slash, London, Barclay \| 828 051-1 \| \| \| Australia \| Slash, Liberation \| LIB5095 \| \| |                        |             |        |
| Region | Label                  | Catalogue # | [ 11 ] |
| USA | Slash                  | 9 25559-1   |        |
| UK | Slash, London          | SLAP 21     |        |
| Germany | Slash, London          | 828 051-1   |        |
| France | Slash, London, Barclay | 828 051-1   |        |
| Holland | Slash, London, Barclay | 828 051-1   |        |
| Australia | Slash, Liberation      | LIB5095     |        |

| \| Region \| Label \| Catalogue # \| Pressing \| Notes \| [11] \| \| --------- \| ----------------- \| ----------- \| -------- \| -------------------------------- \| ---- \| \| USA \| Slash \| 9 25559-4 \| First \| "Green Splatter" cassette sleeve \| \| \| UK \| Slash, London \| SMAC 21 \| First \| \| \| \| Germany \| Slash, London \| #? \| First \| \| \| \| France \| Slash, London \| #? \| First \| \| \| \| Australia \| Slash, Liberation \| #? \| First \| \| \| \| USA \| Slash \| #? \| Second \| yellow profile cassette sleeves \| \| |                   |             |          |                                  |        |
| Region | Label             | Catalogue # | Pressing | Notes                            | [ 11 ] |
| USA | Slash             | 9 25559-4   | First    | "Green Splatter" cassette sleeve |        |
| UK | Slash, London     | SMAC 21     | First    |                                  |        |
| Germany | Slash, London     | #?          | First    |                                  |        |
| France | Slash, London     | #?          | First    |                                  |        |
| Australia | Slash, Liberation | #?          | First    |                                  |        |
| USA | Slash             | #?          | Second   | yellow profile cassette sleeves  |        |

| \| Region \| Label \| Catalogue # \| Pressing \| Notes \| [11] \| \| --------- \| ---------------------- \| ------------- \| -------- \| ----------------------------------------------------------------- \| ---- \| \| USA \| Slash \| 9 25559-2 \| First \| white profile sleeves \| \| \| Canada \| Slash \| CD25559 \| First \| \| \| \| UK \| Slash, London \| 828 051-2 \| First \| \| \| \| Germany \| Slash, London \| 828 051-2 \| First \| \| \| \| France \| Slash, London \| 828 051-2 \| First \| \| \| \| Australia \| Slash, Liberation \| D19617 \| First \| \| \| \| Japan \| Slash, London \| POCD-1022 \| First \| Comes with Japanese discography, lyric pamphlet and bonus picture \| \| \| USA \| Slash \| 9 25559-2 \| Second \| yellow profile sleeves \| \| \| Australia \| Polydor, Slash, London \| 828 051-2 \| Second \| Polydor generation re-release \| \| \| Canada \| Slash \| CD25559 \| Second \| \| \| \| USA \| Slash, London \| 422-828 051-2 \| Third \| PolyGram generation re-release \| \| \| Canada \| Slash, London \| 422-828 051-2 \| Third \| \| \| \| UK \| Slash, London \| 3984 28201-2 \| Third \| \| [12] \| |                        |               |          |                                                                   |        |
| Region | Label                  | Catalogue #   | Pressing | Notes                                                             | [ 11 ] |
| USA | Slash                  | 9 25559-2     | First    | white profile sleeves                                             |        |
| Canada | Slash                  | CD25559       | First    |                                                                   |        |
| UK | Slash, London          | 828 051-2     | First    |                                                                   |        |
| Germany | Slash, London          | 828 051-2     | First    |                                                                   |        |
| France | Slash, London          | 828 051-2     | First    |                                                                   |        |
| Australia | Slash, Liberation      | D19617        | First    |                                                                   |        |
| Japan | Slash, London          | POCD-1022     | First    | Comes with Japanese discography, lyric pamphlet and bonus picture |        |
| USA | Slash                  | 9 25559-2     | Second   | yellow profile sleeves                                            |        |
| Australia | Polydor, Slash, London | 828 051-2     | Second   | Polydor generation re-release                                     |        |
| Canada | Slash                  | CD25559       | Second   |                                                                   |        |
| USA | Slash, London          | 422-828 051-2 | Third    | PolyGram generation re-release                                    |        |
| Canada | Slash, London          | 422-828 051-2 | Third    |                                                                   |        |
| UK | Slash, London          | 3984 28201-2  | Third    |                                                                   | [ 12 ] |

## Репутація
Запис отримав позитивні відгуки музичних критиків, хоча, як і в попередній студійній роботі гурту We Care a Lot , деякі критики були спрямовані на адресу вокаліста Чака Мослі . AllMusic заявив, що «альбом є послідовним і цікавим, а ненастроєний вокал Мослі припав до смаку більшості». У 1988 році Ніл Перрі з журналу Sounds Magazine назвав альбом «захоплюючою гармонізацією гітари з розплавленого металу, смертоносних танцювальних ритмів та пронизливих, гострих текстів».

### Спадщина
У 2016 році продюсер Метт Воллес заявив, що це був «пропущений рекорд FNM» 
У 2020 році Louder Sound написали: « Introduce Yourself — це непереборно чарівна платівка [...] Так само, як голос Пола Ді'Анно на ранніх роках Iron Maiden звучить приємно жорстко, якщо порівнювати з їхньою пізнішою гладкою роботою, Чаком Мослі, Цілеспрямовано не встигаючий вокал задушує ці пісні величезною порцією заразної грайливості – чогось, що вивчена постановка Паттона ніколи не могла повністю наслідувати».
Хоча Майк Паттон відкинув дебют групи We Care a Lot як «погану музику хіпі», він зізнався, що любить Introduce Yourself . 

## Треклист
| #   | Назва                | Автор слів     | Автор музики                  | Тривалість |
| --- | -------------------- | -------------- | ----------------------------- | ---------- |
| 1.  | «Faster Disco»       | Mosley         | Gould, Bottum, Martin         | 4:16       |
| 2.  | «Anne's Song»        | Gould, Bottum  | Gould, Bottum                 | 4:46       |
| 3.  | «Introduce Yourself» | Bottum, Mosley | Gould, Bottum, Bordin, Martin | 1:32       |
| 4.  | «Chinese Arithmetic» | Mosley         | Martin, Bordin                | 4:37       |
| 5.  | «Death March»        | Mosley         | Gould, Bottum, Martin         | 3:02       |
| 6.  | «We Care a Lot»      | Bottum, Mosley | Gould, Bottum                 | 4:02       |
| 7.  | «R n' R»             | Gould, Mosley  | Gould, Martin                 | 3:11       |
| 8.  | «The Crab Song»      | Mosley         | Gould, Bordin                 | 5:52       |
| 9.  | «Blood»              | Mosley         | Mosley                        | 3:42       |
| 10. | «Spirit»             | Gould          | Gould                         | 2:52       |

## Учасники запису
Band members
- Майк Бордін – ударні, бек вокал
- Родді Боттум – клавішні, бек вокал
- Біллі Гулд – бас гітара, бек вокал
- Джим Мартін – гітара, бек вокал
- Чак Мослі – вокал

Production
- Стів Берлін – продюсер
- Метт Велленс – продюсер, звукорінженер
- Джим "Вотс" Верек – помічник звукорінженера
- John Golden – мастеринг
- Лендон Фланаган – фотографія
- Боб Бігс – обкладинка
- Джефф Прайс – обкладинка